# Top-y-Fron Hall
Top-y-Fron Hall é uma casa de campo em Connah's Quay, País de Gales. Em 1977 tornou-se um edifício listado de Grau II *.

## História
A casa data do século XVIII e é um exemplo das primeiras casas de tijolos em Flintshire. A arquitetura é do início da era georgiana.
A casa foi destaque em 2016 na série Obsessive Compulsive Cleaners do Channel 4.